# Marco Di Meco

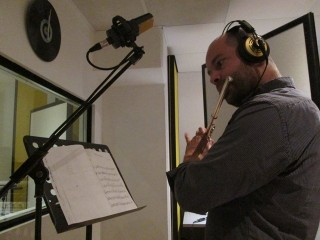
Marco Di Meco

Marco Di Meco (* 5. Februar 1982 in Chieti) ist ein italienischer Jazzmusiker (Flöte, Komposition).
Di Meco ist seit 1996 in der europäischen Musikszene aktiv. Er arbeitete u. a. mit Luis Bacalov, Bruno Tommaso und Lu Jia. In Italien legte er zwei Alben auf dem Label Wide Sound vor. Er wirkte auch bei dem Album Lucilla (I.R.D., 2016) von Breit Ton mit. Ferner trat er in verschiedenen Fernsehprogrammen der RAI-Kanäle, RSI, RAI Internationale auf.
Er ist auch ein Schriftsteller.

## Diskographische Hinweise
- 5 Colori (Wide sound, 2014)
- Rosalinda (Wide sound, 2015)
- Lucilla (Wide sound, 2016)
- Against Capitalism Première Symphonie (TuneCore, 2018)